# Radio 1 (Vlaanderen)
Radio 1 is een radiozender van de Vlaamse openbare omroep VRT. Hij wordt ingericht door de Vlaamse overheid.
Ondanks vernieuwingsoperaties in 2007 en 2011 vertoonde het marktaandeel van de zender enkele jaren een dalende trend, met 6,4% in 2013 als dieptepunt. Volgens cijfers (januari 2024 - april 2024) van het CIM heeft Radio 1 een marktaandeel van 8,44%.
De programma's van Radio 1 kunnen na uitzending opnieuw beluisterd worden via VRT MAX. Aparte gesprekken kunnen gedurende 48 uur opnieuw beluisterd worden via Radio 1 Select.

## Inhoud en programma's

### Inhoud
Radio 1 profileert zich als een net voor luisteraars die geïnformeerd willen worden, als een soort van venster op de wereld. Dat wordt weerspiegeld in hun slogans: Meteen mee (tot 2014), Altijd benieuwd en Alles begint bij luisteren (sinds 2022). In programma's als De ochtend en De wereld vandaag staan bijvoorbeeld nieuws en actualiteit centraal, terwijl Sporza live sportuitzendingen verzorgt.
Naast actualiteit maakt de zender ruimte voor discussie en debat over allerlei maatschappelijke onderwerpen.
In de muziekprogramma's komen heel wat genres en stijlen aan bod. In de Radio 1 Sessies worden artiesten uitgenodigd voor een live concert. Jaarlijks zendt Radio 1 ook de hitlijsten Classics 1000, Belpop 100 en de Lage Landenlijst uit.

### Gastprogramma's
Sinds 1 januari 2016 zijn er op de VRT geen 'Uitzendingen door levensbeschouwelijke verenigingen' meer te zien of te horen. De Vlaamse regering besliste op 24 april 2015 dat de erkenningen van de levensbeschouwelijke verenigingen afloopt op 31 december 2015 en niet meer zullen worden verlengd.

### Podcastaanbod
Naast lineaire radio biedt Radio 1 ook enkele podcasts aan. Een aantal daarvan zoals Interne Keuken zijn podcastversies van radioprogramma's. Sinds mei 2016 produceert Radio 1 ook programma's die exclusief als podcast worden aangeboden, zoals Iemand en Mastertrack. Iemand was een documentairereeks waarin mensen met een bijzonder levensverhaal werden geïnterviewd. Mastertrack verkende het verhaal achter een bekend Belgisch muzieknummer. 

## Nethoofden
Het nethoofd van Radio 1 is sinds oktober 2019 Jan Knudde. Hij is de opvolger van Filip Pletinckx, die nethoofd was van oktober 2013 tot oktober 2019. Pletinckx was de opvolger van onder meer Diane Waumans (februari 2010 tot oktober 2013), Els Van de Sijpe (januari 2008 tot februari 2010), Wim Coessens (november 2007 tot januari 2008), Jan Hautekiet (mei 2002 tot maart 2007) en Annemie van Winckel (1996 tot mei 2002).

## Presentatoren

### Radio 1-presentatoren
- Kristien Amerijckx
- Kristien Bonneure
- Vincent Byloo
- Benedikte Coussement
- Rik De Bruycker
- Korneel De Clercq
- Thomas De Graeve
- Lieve De Maeyer
- Freek De Smedt
- Ayco Duyster
- Layla El-Dekmak
- Koen Fillet
- Jan Hautekiet
- Luc Janssen
- Ruth Joos
- Sofie Lemaire
- Friedl' Lesage
- Ilse Liebens
- Wouter Mattelin
- Steffy Merlevede
- Annelies Moons
- Annemie Peeters
- Michaël Robberechts
- Lode Roels
- Ruth Roets
- Barbara Rottiers
- Sven Speybrouck
- Jan Sprengers
- Xavier Taveirne
- Marjan Temmerman
- Lieven Vandenhaute
- Sara Vandermosten
- Sasha Van der Speeten
- Michaël Van Droogenbroeck
- Evert Venema
- Ronald Verhaegen
- Joris Vergeyle
- Herwig Verhovert
- Sien Wynants
- Bruno Wyndaele
- Michèle Cuvelier

### Sporza-presentatoren
- Gert Geens
- Steffy Merlevede
- David Naert
- Aster Nzeyimana
- Catherine Van Eylen
- Tom Vandenbulcke

## Voormalige logo's

Logo van 1996-2003
Logo van 2003-2014
Logo van 2014-2025